# Piotr Mijáilovich Bestúzhev-Riumin
El conde Piotr Mijáilovich Bestúzhev-Riumin (en ruso: Пётр Миха́йлович Бесту́жев-Рюмин, 28 de julio de 1664-1743) fue el favorito de la duquesa viuda de Curlandia, Ana Ivánovna, cargo en el que sería sucedido por Biron. Fue el verdadero jefe del gobierno del país entre 1715 y 1728.

## Biografía
Nació el 28 de julio de 1664 en la familia del camarlengo Mijaíl Grigórievich Bestúzhev (1610—1684). En 1701 Piotr Bestúzhev y sus parientes próximos han recibido del zar Pedro el Grande la autorización para escribir su apellido como Bestúzhev-Riumin. De las notas de Gerhard Müller se conoce que Piotr Bestúzhev era voevoda de Simbirsk.
En 1705 fue enviado por el zar Pedro como embajador a Viena y Berlín. En 1712 fue designado hofmeister de la duquesa de Curlandia viuda Ana Ivánovna para la dirección de sus asuntos. Ocupó este cargo durante un año, y en 1713 fue enviado a La Haya para tratar asuntos políticos.
En 1715 fue designado de nuevo oberhofmeister de la corte de Ana Ivánovna en Mitau, donde ocupó una posición predominante. En 1717 trató de entregar el ducado de Curlandia al duque de Weißenfels, Juan, y en 1718 al margrave de Brandeburgo Federico Guillermo, pero ambas ocasiones sus diligencias fracasaron y, a causa de ello, en 1720 le fue prohibido el inmiscuirse en los asuntos interiores del país, ordenándosele atenerse a sus obligaciones, dejando los asuntos extraordinarios al gobernador general de la Gobernación de Riga, el kniaz o príncipe Anikita Repnín.
Acompañó a la duquesa a San Petersburgo en 1725, contribuyendo al año siguiente a la elección de Mauricio de Sajonia como duque de Curlandia, pero también resultó en fracaso, ya que el rival de Mauricio era el todopoderoso Ménshikov. Bestúzhev fue enviado de vuelta a Mitau por este motivo, y sólo la protección de Ana Ivánovna lo libró de la persecución por parte de Ménshikov. Fue arrestado en 1728 y enviado a San Petersburgo. Ana Ivánovna esta vez le acusó de interferir en sus asuntos y de haber malversado los fondos ducales. Sólo la intervención de sus hijos, Alekséi y Mijaíl, embajadores en Dinamarca y Polonia, evitó su procesamiento. 
Tras el ascenso al trono de Ana Ivánovna como Ana I, Piotr es nombrado gobernador de Nizhni Nóvgorod. Descontento con tal designación, Béstuzhev expresó su descontento, lo que llegó a oídos de la emperatriz. Por ese motivo, no bien llegó a la provincia, recibió órdenes de salir al exilio. Según las memorias de Christoph Hermann von Manstein, la desgracia de Bestúzhev fue causada por Biron, que veía en él un rival. Su exilio continuó hasta el 29 de agosto de 1737, cuando por el servicio prestado por sus hijos, se le permite vivir con libertad en Moscú o en sus fincas rurales, donde deseara. En 1740, Alekséi, su hijo menor cayó en desgracia, pero el golpe de Estado de la emperatriz Elisabeta Petrovna le condujo de nuevo a la corte y al puesto de vicecanciller, elevando por decreto nomnativo a su padre al rango de conde el 25 de abril (6 de mayo) de 1742, día de la coronación de la zarina. Poco tiempo después, en 1743, el conde Piotr Bestúzhev falleció.

## Familia
De su matrimonio en 1680 con Evdokia Ivánovna, la hija del camarlengo Iván Lukyánovich Talyzin, voivoda de Tara, tuvo tres descendientes:
- Agrafena Petrovna — esposa del príncipe Nikita Fiódorovich Volkonski;
- Conde Mijaíl Petrovich — esposo de Ana Gavrílovna Golóvkina;
- Conde Alekséi Petróvich — esposo de Ana Ivánovna Böttiger.